# Michael Bruse

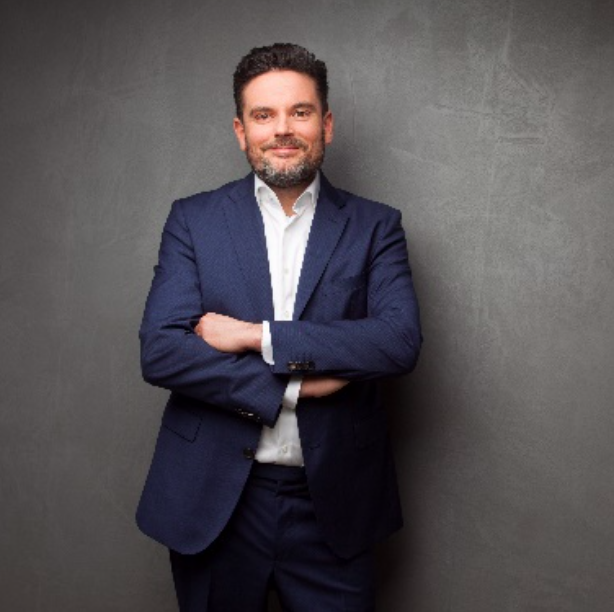
Michael Bruse

Michael Bruse (* 1969 in Essen) ist ein deutscher Geograph und Geoinformatiker. Er ist ordentlicher Professor an der Universität Mainz und gründete die ENVI-met  GmbH, die auf die Erforschung des städtischen Mikroklimas spezialisiert ist.

## Leben
Von 1990 bis 1995 absolvierte Bruse ein Studium der Geographie und Biologie mit den Schwerpunkten Klimatologie und Geobotanik an der Universität Bochum. Er war zwischen 1995 und 2003 wissenschaftlicher Mitarbeiter an den Geographischen Instituten der Ruhr-Universität Bochum und der Universität zu Köln. Im Jahr 1999 erfolgte seine Promotion in Physischer Geographie an der Universität Bochum. 2003 war Bruse Professor an der Arizona State University Tempe und 2004 Professor an der Universität Straßburg. Seine Habilitationsschrift zum Thema "Multi-Agent systems: A new approach for assessing urban environmental conditions" wurde 2006 an der Ruhr-Universität Bochum angenommen.
2007 wurde er als ordentlicher Professor an die Universität Mainz berufen und übernahm die Leitung des Fachbereichs Geoinformatik. Seitdem war er Gastprofessor in Harvard und bei der Architectural Association London (AA).
Von 2008 bis 2020 war er Partner bei Werner Sobek Green Technologies in Stuttgart, Deutschland. Im Jahr 2014 gründete er die Softwarefirma ENVI_MET GmbH mit seiner Frau Daniela Bruse, die die Simulationssoftware ENVI-met weiterentwickelt und vertreibt. Die Kernkompetenzen liegen in den Bereichen Mikroklima und thermischer Komfort, Solaranalyse, Windströmung und Turbulenzen, Grüne und Blaue Technologien, Schadstoffverteilung, Vegetation sowie Bauphysik.

## ENVI-met
1992 gründete Bruse GeoTech mit der Software SHADOW, das als eines der ersten Computerprogramme die Berechnung von Schattenwurf durch Gebäude im urbanen 3D-Kontext mit sehr hoher Auflösung ermöglichte. GeoTech erweiterte dann den Analyseumfang um Luftverschmutzung und Oberflächentemperaturen und etablierte die Marke ENVI-met im Jahr 2004.
Das Mikroklimamodell ENVI-met, das 1994 erstmals entwickelt und seitdem ständig wissenschaftlich evaluiert weiterentwickelt wird, ermöglicht es, die Auswirkungen von Architektur und Landschaftsplanung auf das Mikroklima und die Luftqualität auf einer Skala von bis zu einem Meter zu simulieren. Dies ermöglicht es, die Wechselwirkungen zwischen den klimatologischen Rahmenbedingungen wie Klimawandel und Extremwetterereignissen sowie der lokalen Umweltgestaltung zu untersuchen.
Das Softwaremodell wird weltweit – von den Tropen bis in die Polarregionen – für Umweltanalysen und Stadtplanung eingesetzt. In über 3000 unabhängigen Studien und wissenschaftlichen Publikationen wird das Potential der Software belegt, das Mikroklima einer Stadt genau zu errechnen und Auswirkungen von Bauvorhaben, Bodenversiegelungen oder Parkanlagen exakt vorauszusagen.
Der Einsatzbereich umfasst Themen wie die Bewertung von Stadtentwicklungsprojekten (Melbourne 2030, RE-THINK Athens) bis zur Gestaltung nachhaltiger Siedlungsstrukturen ("Young Cities"-Projekt Iran der FU Berlin).
Ein weiterer Forschungsschwerpunkt ist die Analyse von Umweltverschmutzungsproblemen in Städten, insbesondere im Hinblick auf Feinstaub und Stickstoffdioxidbelastung.
Mithilfe numerischer Simulationen und Messungen werden Stadtkonzepte entwickelt und bewertet, mit denen die Belastung der Bevölkerung durch Luftschadstoffe verringert werden kann. ENVI-met ist beispielsweise das Referenzmodell der belgisch-niederländischen Regierungsinitiative "Air Innovation Platform" und des Bureau of Meteorology in Melbourne, Australien. Auf Basis von Simulationsrechnungen werden gemeinsam mit Architekten, Stadtplanern und Verbänden Entwicklungsszenarien für Stadtteile und Freiflächen erstellt, mit denen die negativen Auswirkungen des Klimawandels auf lokaler Ebene gemindert werden können (KLIMAzwei-Initiative des BMBF, Green Aspang Wien, BUGS der EU).

## Ausgewählte Publikationen Dritter im Zusammenhang mit ENVI-met
ENVI-met wurde in mehr als 100 Doktorarbeiten und mehr als 1500 Aufsätzen genutzt und veröffentlicht (Google Scholar 09/2017). Die folgende Liste enthält einen Querschnitt der relevanten Forschungsthemen. Zitierindex: h = 29 (Berechnungsmethode Google Scholar, Stand 01/2023). Der tatsächliche Zitierindex wird deutlich höher sein, da sich das ENVI-met-Modell mittlerweile als Marke etabliert hat und in vielen Aufsätzen auf die korrekte Zitierung verzichtet wird.
- X. Yang, L. Zhao, M. Bruse, Q. Meng: Evaluation of a microclimate model for predicting the thermal behavior of different ground surfaces. In: Building and Environment (60), 2013, S. 93–104, DOI:10.1016/j.buildenv.2012.11.008.
- X. Yang, L. Zhao, M. Bruse, Q. Meng: An integrated simulation method for building energy performance assessment in urban environments. In: Energy and Buildings (54), 2012, S. 243–251, DOI:10.1016/j.embuild.2012.07.042.
- M. Bruse: Simulating human thermal comfort and resulting usage patterns of urban open spaces with a Multi-agent System. In: St. Wittkopf, B. K. Tan (Hrsg.): Proceedings of the 24th International Conference on Passive and Low Energy Architecture PLEA. 2007, S. 699–706.
- K. De Ridder, V. Adamec, C. Weber, M. Bruse et al.: Integrated methodology to assess the benefits of urban green space. In: Science of the Total Environment (334–335), 2005, S. 489–497, DOI:10.1016/j.scitotenv.2004.04.054.
- M. Bruse, H. Fleer: Simulating surface–plant–air interactions inside urban environments with a three dimensional numerical model. 1998.